# Maria Margaretha van Os
Pour les articles homonymes, voir van Os.
Maria Margaretha van Os, née en 1779 ou le 1er novembre 1780 à La Haye, et morte le 17 novembre 1862 dans sa ville natale, est une peintre de fleurs du XIXe siècle originaire du Nord des Pays-Bas.

## Biographie
Maria Margaretha van Os est la fille des peintres Jan van Os et Susanna de la Croix. Elle est la sœur cadette de Pieter Gerardus van Os et devint la sœur aînée de Georgius Jacobus Johannes van Os et Pieter Frederik van Os. Comme ses frères, elle est l'élève de ses parents ; son père est un paysagiste et artiste de natures mortes et sa mère réalise des portraits au pastel. Elle est connue pour ses natures mortes aux fruits et aux fleurs. À partir de 1826, elle est membre d'honneur de la  Koninklijke Academie voor Beeldende Kunsten à Amsterdam.
Petronella van Woensel, qui fut étudiante de son père et sa meilleure amie, meurt dans ses bras en 1839.
Elle meurt le 17 novembre 1862 à La Haye,.